# Liga mistrů UEFA 2013/2014
Sezóna 2013/14 Ligy mistrů UEFA byla 59. ročníkem klubové soutěže pro nejlepší evropské fotbalové týmy. Obhájcem titulu byl německý klub Bayern Mnichov, který ve finále předchozího ročníku porazil Borussia Dortmund 2:1. Vítěz soutěže se kvalifikoval na Mistrovství světa ve fotbale klubů 2014 a také do Superpoháru UEFA 2014.
Finále tohoto ročníku se odehrálo v sobotu 24. května 2014 na stadiónu Estádio da Luz v Portugalsku. Poprvé v historii Ligy mistrů se ve finále střetly dva kluby z jednoho města. Vítězem se stal španělský klub Real Madrid, který ve finále porazil svého rivala Atlético Madrid 4:1 po prodloužení, ačkoli ještě v 92. minutě prohrával 0:1. Úspěch definitivně zpečetil nařízenou penaltou Cristiano Ronaldo.

## Účastnická místa
Tohoto ročníku se účastní celkem 76 týmů z 54 členských zemí UEFA (Lichtenštejnsko neorganizuje žádnou vlastní ligovou soutěž a Gibraltar se bude účastnit až od sezony 2014/15). Každá země má přidělený počet míst podle koeficientů UEFA. Obhájce titulu, Bayern Mnichov, má místo v základní skupině jisté díky vítězství v předchozím ročníku soutěže.

### Platný žebříček UEFA (2007 - 2012)
| Poř. | Země        | Koef.  | Týmy |
| ---- | ----------- | ------ | ---- |
| 1    | Anglie      | 84,410 | 4    |
| 2    | Španělsko   | 84,186 | 4    |
| 3    | Německo     | 75,186 | 4    |
| 4    | Itálie      | 59,981 | 3    |
| 5    | Portugalsko | 55,346 | 3    |
| 6    | Francie     | 54,178 | 3    |
| 7    | Rusko       | 47,832 | 2    |
| 8    | Nizozemsko  | 45,515 | 2    |
| 9    | Ukrajina    | 45,133 | 2    |
| 10   | Řecko       | 37,100 | 2    |
| 11   | Turecko     | 34,050 | 2    |
| 12   | Belgie      | 32,400 | 2    |
| 13   | Dánsko      | 27,525 | 2    |
| 14   | Švýcarsko   | 26,800 | 2    |
| 15   | Rakousko    | 26,325 | 2    |
| 16   | Kypr        | 25,499 | 1    |
| 17   | Izrael      | 22,000 | 1    |
| 18   | Skotsko     | 21,141 | 1    |

| Poř. | Země                | Koef.  | Týmy |
| ---- | ------------------- | ------ | ---- |
| 19   | Česko               | 20,350 | 1    |
| 20   | Polsko              | 19,916 | 1    |
| 21   | Chorvatsko          | 18,874 | 1    |
| 22   | Rumunsko            | 18,824 | 1    |
| 23   | Bělorusko           | 18,208 | 1    |
| 24   | Švédsko             | 15,900 | 1    |
| 25   | Slovensko           | 14,874 | 1    |
| 26   | Norsko              | 14,675 | 1    |
| 27   | Srbsko              | 14,250 | 1    |
| 28   | Bulharsko           | 14,250 | 1    |
| 29   | Maďarsko            | 9,750  | 1    |
| 30   | Finsko              | 9,133  | 1    |
| 31   | Gruzie              | 8,666  | 1    |
| 32   | Bosna a Hercegovina | 8,416  | 1    |
| 33   | Irsko               | 7,375  | 1    |
| 34   | Slovinsko           | 7,124  | 1    |
| 35   | Litva               | 6,875  | 1    |
| 36   | Moldavsko           | 6,749  | 1    |

| Poř. | Země            | Koef. | Týmy |
| ---- | --------------- | ----- | ---- |
| 37   | Ázerbájdžán     | 6,207 | 1    |
| 38   | Lotyšsko        | 5,874 | 1    |
| 39   | Makedonie       | 5,666 | 1    |
| 40   | Kazachstán      | 5,333 | 1    |
| 41   | Island          | 5,332 | 1    |
| 42   | Černá Hora      | 4,375 | 1    |
| 43   | Lichtenštejnsko | 4,000 | 0    |
| 44   | Albánie         | 3,916 | 1    |
| 45   | Malta           | 3,083 | 1    |
| 46   | Wales           | 2,749 | 1    |
| 47   | Estonsko        | 2,666 | 1    |
| 48   | Severní Irsko   | 2,583 | 1    |
| 49   | Lucembursko     | 2,333 | 1    |
| 50   | Arménie         | 2,208 | 1    |
| 51   | Faerské ostrovy | 1,416 | 1    |
| 52   | Andorra         | 1,000 | 1    |
| 53   | San Marino      | 0,916 | 1    |
| 54   | Gibraltar       | 0,000 | 0    |

### Rozdělení týmů
|                           |                             | Týmy začínající v tomto kole                                                                                  | Týmy postupující z předchozího kola                                                       |
| ------------------------- | --------------------------- | --- | ----------------------------------------------------------------------------------------- |
| 1. předkolo (4 týmy)      | 1. předkolo (4 týmy)        | - 4 mistři ze zemí 50-53                                                                                      |                                                                                           |
| 2. předkolo (34 týmů)     | 2. předkolo (34 týmů)       | - 32 mistrů ze zemí 17-49                                                                                     | - 2 vítězové z 1. předkola                                                                |
| 3. předkolo               | Mistrovská část (20 týmů)   | - 3 mistři ze zemí 14-16                                                                                      | - 17 vítězů z 2. předkola (mistrovská část)                                               |
| 3. předkolo               | Nemistrovská část (10 týmů) | - 9 týmů ze druhých míst zemí 7-15 - 1 tým ze třetího místa země 6                                            |                                                                                           |
| 4. předkolo               | Mistrovská část (10 týmů)   | | - 10 vítězů z 3. předkola (mistrovská část)                                               |
| 4. předkolo               | Nemistrovská část (10 týmů) | - 2 týmy ze třetích míst zemí 4-5 - 3 týmy ze čtvrtých míst zemí 1-3                                          | - 5 vítězů z 3. předkola (nemistrovská část)                                              |
| Skupinová fáze (32 týmů)  | Skupinová fáze (32 týmů)    | - obhájce titulu - 13 mistrů ze zemí 1-13 - 6 týmů ze druhých míst zemí 1-6 - 3 týmy ze třetích míst zemí 1-3 | - 5 vítězů ze 4. předkola (mistrovská část) - 5 vítězů ze 4. předkola (nemistrovská část) |
| Vyřazovací fáze (16 týmů) | Vyřazovací fáze (16 týmů)   | | - 8 vítězů skupin - 8 týmů z druhých míst skupin                                          |

### Týmy
Čísla v závorkách udávají ligové umístění.
| Základní skupiny       | Základní skupiny         | Základní skupiny         | Základní skupiny                 |
| ---------------------- | ------------------------ | ------------------------ | -------------------------------- |
| Bayern München (1.)    | Atlético Madrid (3.)     | Benfica (2.)             | Šachtar Doněck (1.)              |
| Manchester United (1.) | Borussia Dortmund (2.)   | Paris Saint-Germain (1.) | Olympiakos Pireus (1.)           |
| Manchester City (2.)   | Bayer Leverkusen (3.)    | Marseille (2.)           | Galatasaray (1.)                 |
| Chelsea (3.)           | Juventus (1.)            | CSKA Moskva (1.)         | Anderlecht (1.)                  |
| Barcelona (1.)         | Neapol (2.)              | Ajax (1.)                | FC København (1.)                |
| Real Madrid (2.)       | Porto (1.)               |                          |                                  |
| Play-off (4. předkolo) |                          |                          |                                  |
| Mistrovská část        | Nemistrovská část        | Nemistrovská část        | Nemistrovská část                |
|                        | Arsenal (4.)             | Schalke 04 (4.)          | Ferreira (3.)                    |
| Real Sociedad (4.)     | AC Milán (3.)            |                          |                                  |
| 3. předkolo            |                          |                          |                                  |
| Mistrovská část        | Nemistrovská část        | Nemistrovská část        | Nemistrovská část                |
| FC Basilej (1.)        | Olympique Lyon (3.)      | PAOK (2.)                | Nordsjælland (2.)                |
| Austria Wien (1.)      | Zenit St. Petěrburg (2.) | Bursaspor (4.)           | Grasshopper (2.)                 |
| APOEL (1.)             | PSV Eindhoven (2.)       | Zulte Waregem (2.)       | Red Bull Salzburg (2.)           |
|                        | Metalist Charkov (2.)    |                          |                                  |
| 2. předkolo            |                          |                          |                                  |
| Maccabi Tel Aviv (1.)  | Slovan Bratislava (1.)   | Sligo Rovers (1.)        | Fimleikafélag Hafnarfjarðar (1.) |
| Celtic (1.)            | Molde FK (1.)            | NK Maribor (1.)          | Sutjeska Nikšić (1.)             |
| Viktoria Plzeň (1.)    | FK Partizan (1.)         | FK Ekranas (1.)          | Skënderbeu Korçë (1.)            |
| Legia Warszawa (1.)    | Ludogorec Razgrad (1.)   | Sheriff Tiraspol (1.)    | Birkirkara (1.)                  |
| Dinamo Zagreb (1.)     | Győr (1.)                | Neftçi Baku PFK (1.)     | The New Saints (1.)              |
| Steaua București (1.)  | HJK (1.)                 | Daugava Daugavpils (1.)  | Nõmme Kalju (1.)                 |
| BATE Borisov (1.)      | Dinamo Tbilisi (1.)      | Vardar (1.)              | Cliftonville (1.)                |
| Elfsborg (1.)          | Željezničar (1.)         | Šachter Karagandy (1.)   | Fola Esch (1.)                   |
| 1. předkolo            |                          |                          |                                  |
| FC Širak Gjumri (1.)   | EB/Streymur (1.)         | Lusitanos (1.)           | Tre Penne (1.)                   |

## Termíny hracích dnů a data losování
Všechna losování se uskuteční v Nyonu (Švýcarsko), pokud není uvedeno jinak.
| Fáze             | Kolo        | Termín losu             | První zápas                               | Odveta                                    |
| ---------------- | ----------- | ----------------------- | ----------------------------------------- | ----------------------------------------- |
| Předkola         | 1. předkolo | 24. června 2013         | 2–3. července 2013                        | 9–10. července 2013                       |
| Předkola         | 2. předkolo | 24. června 2013         | 16–17. července 2013                      | 23–24. července 2013                      |
| Předkola         | 3. předkolo | 19. července 2013       | 30–31. července 2013                      | 6–7. srpna 2013                           |
| Play-off         | 4. předkolo | 9. srpna 2013           | 20–21. srpna 2013                         | 27–28. srpna 2013                         |
| Základní skupiny | Den 1       | 29. srpna 2013 (Monako) | 17–18. září 2013                          | 17–18. září 2013                          |
| Základní skupiny | Den 2       | 29. srpna 2013 (Monako) | 1–2. října 2013                           | 1–2. října 2013                           |
| Základní skupiny | Den 3       | 29. srpna 2013 (Monako) | 22–23. října 2013                         | 22–23. října 2013                         |
| Základní skupiny | Den 4       | 29. srpna 2013 (Monako) | 5–6. listopadu 2013                       | 5–6. listopadu 2013                       |
| Základní skupiny | Den 5       | 29. srpna 2013 (Monako) | 26–27. listopadu 2013                     | 26–27. listopadu 2013                     |
| Základní skupiny | Den 6       | 29. srpna 2013 (Monako) | 10–11. prosince 2013                      | 10–11. prosince 2013                      |
| Vyřazovací fáze  | Osmifinále  | 16. prosince 2013       | 18–19 & 25–26. února 2014                 | 11–12 & 18–19. března 2014                |
| Vyřazovací fáze  | Čtvrtfinále | 21. března 2014         | 1–2. dubna 2014                           | 8–9. dubna 2014                           |
| Vyřazovací fáze  | Semifinále  | 11. dubna 2014          | 22–23. dubna 2014                         | 29–30. dubna 2014                         |
| Vyřazovací fáze  | Finále      | 11. dubna 2014          | 24. května 2014 - Estádio da Luz, Lisabon | 24. května 2014 - Estádio da Luz, Lisabon |

## Předkola

### 1. předkolo
Los prvního a druhého předkola se uskutečnil 24. června 2013. Úvodní zápasy se odehrály 2. a odvety 9. července 2013.
| Domácí v 1. zápase | Celkem | Hosté v 1. zápase | 1. zápas | 2. zápas |
| ------------------ | ------ | ----------------- | -------- | -------- |
| FC Širak Gjumri    | 3:1    | Tre Penne         | 3:0      | 0:1      |
| Lusitanos          | 3:7    | EB/Streymur       | 2:2      | 1:5      |

### 2. předkolo
Úvodní zápasy se odehrály 16. a 17. července, odvety 23. a 24. července 2013.
| Domácí v 1. zápase | Celkem | Hosté v 1. zápase           | 1. zápas | 2. zápas     |
| ------------------ | ------ | --------------------------- | -------- | ------------ |
| Neftçi Baku PFK    | 0:1    | Skënderbeu Korçë            | 0:0      | 0:1 (prodl.) |
| Steaua București   | 5:1    | Vardar                      | 3:0      | 2:1          |
| Viktoria Plzeň     | 6:4    | Željezničar                 | 4:3      | 2:1          |
| Sheriff Tiraspol   | 6:1    | Sutjeska Nikšić             | 1:1      | 5:0          |
| Birkirkara         | 0:2    | NK Maribor                  | 0:0      | 0:2          |
| Sligo Rovers       | 0:3    | Molde FK                    | 0:1      | 0:2          |
| Elfsborg           | 11:1   | Daugava Daugavpils          | 7:1      | 4:0          |
| HJK                | 1:2    | Nõmme Kalju                 | 0:0      | 1:2          |
| FK Ekranas         | 1:3    | Fimleikafélag Hafnarfjarðar | 0:1      | 1:2          |
| The New Saints     | 1:4    | Legia Warszawa              | 1:3      | 0:1          |
| Cliftonville       | 0:5    | Celtic                      | 0:3      | 0:2          |
| Fola Esch          | 0:6    | Dinamo Zagreb               | 0:5      | 0:1          |
| Győr               | 1:4    | Maccabi Tel Aviv            | 0:2      | 1:2          |
| BATE Borisov       | 0:2    | Šachter Karagandy           | 0:1      | 0:1          |
| FC Širak Gjumri    | 1:1    | FK Partizan                 | 1:1      | 0:0          |
| Slovan Bratislava  | 2:4    | Ludogorec Razgrad           | 2:1      | 0:3          |
| Dinamo Tbilisi     | 9:2    | Streymur                    | 6:1      | 3:1          |

### 3. předkolo
Los se uskutečnil 19. července 2013. Třetí předkolo bylo rozděleno do dvou samostatných částí: jedna pro mistry a druhá pro týmy z nižších pozic. Poražené týmy se kvalifikovaly do 4. předkola Evropské ligy UEFA 2013/14. Úvodní zápasy se odehrály 30. a 31. července, odvety 6. a 7. srpna 2013.
| Domácí v 1. zápase | Celkem          | Hosté v 1. zápase           | 1. zápas        | 2. zápas        |                 |
| Mistrovská část    | Mistrovská část | Mistrovská část             | Mistrovská část | Mistrovská část | Mistrovská část |
| ------------------ | --------------- | --------------------------- | --------------- | --------------- | --------------- |
| FC Basilej         | 4:3             | Maccabi Tel Aviv            | 1:0             | 3:3             |                 |
| Molde FK           | 1:1 (v)         | Legia Warszawa              | 1:1             | 0:0             |                 |
| Ludogorec Razgrad  | 3:1             | FK Partizan                 | 2:1             | 1:0             |                 |
| Dinamo Tbilisi     | 1:3             | Steaua București            | 0:2             | 1:1             |                 |
| APOEL              | 1:1 (v)         | NK Maribor                  | 1:1             | 0:0             |                 |
| Celtic             | 1:0             | IF Elfsborg                 | 1:0             | 0:0             |                 |
| Šachter Karagandy  | 5:3             | Skënderbeu Korçë            | 3:0             | 2:3             |                 |
| Austria Wien       | 1:0             | Fimleikafélag Hafnarfjarðar | 1:0             | 0:0             |                 |
| Nõmme Kalju        | 2:10            | Viktoria Plzeň              | 0:4             | 2:6             |                 |
| Dinamo Zagreb      | 4:0             | Sheriff Tiraspol            | 1:0             | 3:0             |                 |
| Nemistrovská část  |                 |                             |                 |                 |                 |
| Nordsjælland       | 0:6             | Zenit St. Petěrburg         | 0:1             | 0:5             |                 |
| Red Bull Salzburg  | 2:4             | Fenerbahçe                  | 1:1             | 1:3             |                 |
| PAOK               | 1:3             | Metalist Charkov            | 0:2             | 1:1             |                 |
| PSV Eindhoven      | 5:0             | Zulte Waregem               | 2:0             | 3:0             |                 |
| Olympique Lyon     | 2:0             | Grasshopper                 | 1:0             | 1:0             |                 |

### 4. předkolo (play-off předkolo)
Los se uskutečnil 9. srpna 2013. Čtvrté předkolo bylo rozděleno do dvou samostatných částí: jedna pro mistry a druhá pro týmy z nižších pozic. Poražené týmy se kvalifikovaly do skupinové fáze Evropské ligy UEFA 2013/14. Úvodní zápasy se odehrály 20. a 21. srpna, odvety o týden později 27. a 28. srpna.
| Domácí v 1. zápase   | Celkem          | Hosté v 1. zápase   | 1. zápas        | 2. zápas        |                 |
| Mistrovská část      | Mistrovská část | Mistrovská část     | Mistrovská část | Mistrovská část | Mistrovská část |
| -------------------- | --------------- | ------------------- | --------------- | --------------- | --------------- |
| Dinamo Zagreb        | 3:4             | Austria Wien        | 0:2             | 3:2             |                 |
| Ludogorec Razgrad    | 2:6             | FC Basilej          | 2:4             | 0:2             |                 |
| Viktoria Plzeň       | 4:1             | NK Maribor          | 3:1             | 1:0             |                 |
| Šachter Karagandy    | 2:3             | Celtic              | 2:0             | 0:3             |                 |
| Steaua București     | 3:3 (v)         | Legia Warszawa      | 1:1             | 2:2             |                 |
| Nemistrovská část    |                 |                     |                 |                 |                 |
| Olympique Lyon       | 0:4             | Real Sociedad       | 0:2             | 0:2             |                 |
| Schalke 04           | 4:3             | PAOK FC             | 1:1             | 3:2             |                 |
| FC Paços de Ferreira | 3:8             | Zenit St. Petěrburg | 1:4             | 2:4             |                 |
| PSV Eindhoven        | 1:4             | AC Milán            | 1:1             | 0:3             |                 |
| Fenerbahçe           | 0:5             | Arsenal             | 0:3             | 0:2             |                 |

## Základní skupiny

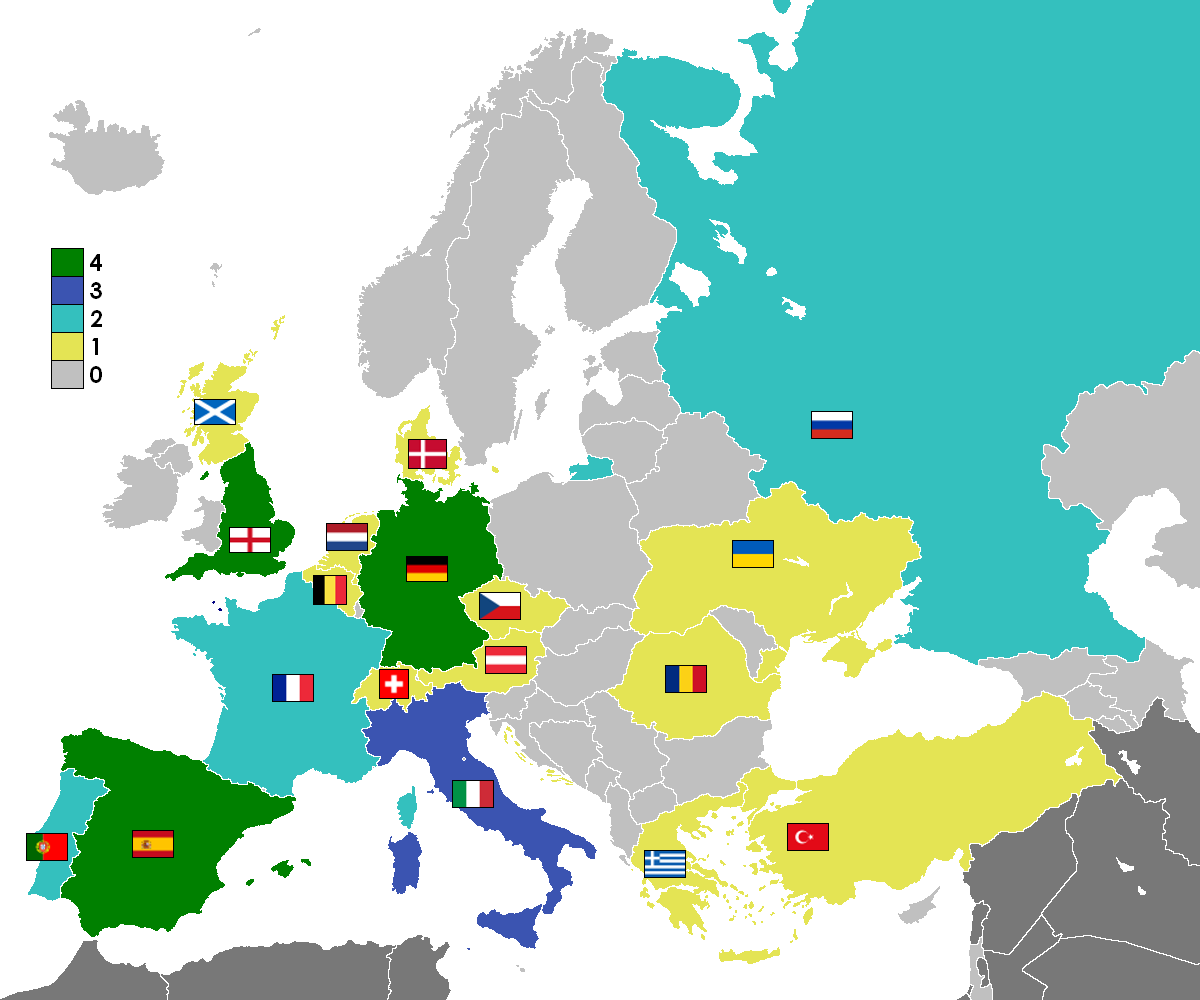
Mapa zemí, jejichž zástupci postoupili do základních skupin Ligy mistrů UEFA 2013/14.
4 zástupci
3 zástupci
2 zástupci
1 zástupce
bez zástupce
nejsou členy UEFA

Los se uskutečnil 29. srpna 2013 v Monaku.
Pokud budou mít dva či více týmů ve skupině stejný počet bodů, budou použita následující kritéria:
1. vyšší počet bodů získaných ve vzájemných zápasech týmů se stejným počtem bodů;
2. vyšší brankový rozdíl ze vzájemných zápasů týmů se stejným bodovým ziskem;
3. vyšší počet branek vstřelených ve vzájemných zápasech;
4. vyšší počet branek vstřelených na hřišti soupeře ve vzájemných zápasech;
5. Pokud kritéria 1) až 4) nedokázala určit pořadí, rozhodla kritéria 6) až 8) vztažená na všechny zápasy ve skupině;
6. vyšší brankový rozdíl;
7. více vstřelených branek;
8. vyšší klubový koeficient nakumulovaný v předchozích 5 sezonách.

|  | Postup do osmifinále                                 |
|  | Postup do vyřazovací fáze Evropské ligy UEFA 2013/14 |
|  | Tým vyřazen                                          |

### Skupina A
| Tým               | Z | V | R | P | VG | IG | +/− | B  |
| ----------------- | - | - | - | - | -- | -- | --- | -- |
| Manchester United | 6 | 4 | 2 | 0 | 12 | 3  | +9  | 14 |
| Bayer Leverkusen  | 6 | 3 | 1 | 2 | 9  | 10 | −1  | 10 |
| Šachtar Doněck    | 6 | 2 | 2 | 2 | 7  | 6  | +1  | 8  |
| Real Sociedad     | 6 | 0 | 1 | 5 | 1  | 10 | −9  | 1  |

|                   | DON | MAN | BAY | RSO |
| ----------------- | --- | --- | --- | --- |
| Šachtar Doněck    | —   | 1:1 | 0:0 | 4:0 |
| Manchester United | 1:0 | —   | 4:2 | 1:0 |
| Bayer Leverkusen  | 4:0 | 0:5 | —   | 2:1 |
| Real Sociedad     | 0:2 | 0:0 | 0:1 | —   |

### Skupina B
| Tým          | Z | V | R | P | VG | IG | +/− | B  |
| ------------ | - | - | - | - | -- | -- | --- | -- |
| Real Madrid  | 6 | 5 | 1 | 0 | 20 | 5  | +15 | 16 |
| Galatasaray  | 6 | 2 | 1 | 3 | 8  | 14 | −6  | 7  |
| Juventus     | 6 | 1 | 3 | 2 | 9  | 9  | 0   | 6  |
| FC København | 6 | 1 | 1 | 4 | 4  | 13 | −9  | 4  |

|              | JUV | GAL | REA | KOB |
| ------------ | --- | --- | --- | --- |
| Juventus     | —   | 2:2 | 2:2 | 3:1 |
| Galatasaray  | 1:0 | —   | 1:6 | 3:1 |
| Real Madrid  | 2:1 | 4:1 | —   | 4:0 |
| FC København | 1:1 | 1:0 | 0:2 | —   |

### Skupina C
| Tým                 | Z | V | R | P | VG | IG | +/− | B  |
| ------------------- | - | - | - | - | -- | -- | --- | -- |
| Paris Saint-Germain | 6 | 4 | 1 | 1 | 16 | 5  | +11 | 13 |
| Olympiakos Pireus   | 6 | 3 | 1 | 2 | 10 | 8  | +2  | 10 |
| Benfica             | 6 | 3 | 1 | 2 | 8  | 8  | 0   | 10 |
| Anderlecht          | 6 | 0 | 1 | 5 | 4  | 17 | −13 | 1  |

|                     | PSG | BEN | AND | OLY |
| ------------------- | --- | --- | --- | --- |
| Paris Saint-Germain | —   | 3:0 | 1:1 | 2:1 |
| Benfica             | 2:1 | —   | 2:0 | 1:1 |
| Anderlecht          | 0:5 | 2:3 | —   | 0:3 |
| Olympiakos Pireus   | 1:4 | 1:0 | 3:1 | —   |

### Skupina D
| Tým             | Z | V | R | P | VG | IG | +/− | B  |
| --------------- | - | - | - | - | -- | -- | --- | -- |
| Bayern München  | 6 | 5 | 0 | 1 | 17 | 5  | +12 | 15 |
| Manchester City | 6 | 5 | 0 | 1 | 18 | 10 | +8  | 15 |
| Viktoria Plzeň  | 6 | 1 | 0 | 5 | 6  | 17 | −11 | 3  |
| CSKA Moskva     | 6 | 1 | 0 | 5 | 8  | 17 | −9  | 3  |

|                 | MC  | BAY | CSK | PLZ |
| --------------- | --- | --- | --- | --- |
| Manchester City | —   | 1:3 | 5:2 | 4:2 |
| Bayern München  | 2:3 | —   | 3:0 | 5:0 |
| CSKA Moskva     | 1:2 | 1:3 | —   | 3:2 |
| Viktoria Plzeň  | 0:3 | 0:1 | 2:1 | —   |

### Skupina E
| Tým              | Z | V | R | P | VG | IG | +/− | B  |
| ---------------- | - | - | - | - | -- | -- | --- | -- |
| Chelsea          | 6 | 4 | 0 | 2 | 12 | 3  | +9  | 12 |
| Schalke 04       | 6 | 3 | 1 | 2 | 6  | 6  | 0   | 10 |
| Basel            | 6 | 2 | 2 | 2 | 5  | 6  | −1  | 8  |
| Steaua București | 6 | 0 | 3 | 3 | 2  | 10 | −8  | 3  |

|                  | BAS | S04 | STE | CHL |
| ---------------- | --- | --- | --- | --- |
| FC Basilej       | —   | 0:1 | 1:1 | 1:0 |
| Schalke 04       | 2:0 | —   | 3:0 | 0:3 |
| Steaua București | 1:1 | 0:0 | —   | 0:4 |
| Chelsea          | 1:2 | 3:0 | 1:0 | —   |

### Skupina F
| Tým                 | Z | V | R | P | VG | IG | +/− | B  |
| ------------------- | - | - | - | - | -- | -- | --- | -- |
| Borussia Dortmund   | 6 | 4 | 0 | 2 | 11 | 6  | +5  | 12 |
| Arsenal             | 6 | 4 | 0 | 2 | 8  | 5  | +3  | 12 |
| Neapol              | 6 | 4 | 0 | 2 | 10 | 9  | +1  | 12 |
| Olympique Marseille | 6 | 0 | 0 | 6 | 5  | 14 | −9  | 0  |

|                     | DOR | MAR | ARS | NAP |
| ------------------- | --- | --- | --- | --- |
| Borussia Dortmund   | —   | 3:0 | 0:1 | 3:1 |
| Olympique Marseille | 1:2 | —   | 1:2 | 1:2 |
| Arsenal             | 1:2 | 2:0 | —   | 2:0 |
| SSC Neapol          | 2:1 | 3:2 | 2:0 | —   |

### Skupina G
| Tým                   | Z | V | R | P | VG | IG | +/− | B  |
| --------------------- | - | - | - | - | -- | -- | --- | -- |
| Atlético Madrid       | 6 | 5 | 1 | 0 | 15 | 3  | +12 | 16 |
| Zenit Sankt-Petěrburg | 6 | 1 | 3 | 2 | 5  | 9  | −4  | 6  |
| FC Porto              | 6 | 1 | 2 | 3 | 4  | 7  | −3  | 5  |
| Austria Wien          | 6 | 1 | 2 | 3 | 5  | 10 | −5  | 5  |

|                       | ZEN | AUS | POR | ATL |
| --------------------- | --- | --- | --- | --- |
| Zenit Sankt-Petěrburg | —   | 0:0 | 1:1 | 1:1 |
| Austria Wien          | 4:1 | —   | 0:1 | 0:3 |
| FC Porto              | 0:1 | 1:1 | —   | 1:2 |
| Atlético Madrid       | 3:1 | 4:0 | 2:0 | —   |

### Skupina H
| Tým       | Z | V | R | P | VG | IG | +/− | B  |
| --------- | - | - | - | - | -- | -- | --- | -- |
| Barcelona | 6 | 4 | 1 | 1 | 16 | 5  | +11 | 13 |
| AC Milán  | 6 | 2 | 3 | 1 | 8  | 5  | +3  | 9  |
| Ajax      | 6 | 2 | 2 | 2 | 5  | 8  | −3  | 8  |
| Celtic    | 6 | 1 | 0 | 5 | 3  | 14 | −11 | 3  |

|              | AJA | MIL | CEL | BAR |
| ------------ | --- | --- | --- | --- |
| AFC Ajax     | —   | 1:1 | 1:0 | 2:1 |
| AC Milán     | 0:0 | —   | 2:0 | 1:1 |
| Celtic FC    | 2:1 | 0:3 | —   | 0:1 |
| FC Barcelona | 4:0 | 3:1 | 6:1 | —   |

## Vyřazovací fáze

### Osmifinále
Při losu osmifinálových dvojic bylo 16 týmů rozděleno do dvou košů po osmi. Vítězové skupin byli v koši nasazených, kvalifikanti z druhých míst jako nenasazení. Do jedné dvojice nemohly být nalosovány dva kluby, které se již utkaly v základní skupině ani dva kluby z jedné země. Los se uskutečnil 16. prosince 2013. První zápasy byly na programu 18. a 19. nebo 25. a 26. února, odvety pak pro týmy z prvního termínu 11. a 12. března, týmy z druhého termínu 18. a 19. března 2014.
| Domácí v 1. zápase    | Celkem | Hosté v 1. zápase   | 1. zápas | 2. zápas |
| --------------------- | ------ | ------------------- | -------- | -------- |
| Manchester City       | 1:4    | Barcelona           | 0:2      | 1:2      |
| Olympiakos Pireus     | 2:3    | Manchester United   | 2:0      | 0:3      |
| AC Milán              | 1:5    | Atlético Madrid     | 0:1      | 1:4      |
| Bayer Leverkusen      | 1:6    | Paris Saint-Germain | 0:4      | 1:2      |
| Galatasaray           | 1:3    | Chelsea             | 1:1      | 0:2      |
| Schalke 04            | 2:9    | Real Madrid         | 1:6      | 1:3      |
| Zenit Sankt-Petěrburg | 4:5    | Borussia Dortmund   | 2:4      | 2:1      |
| Arsenal               | 1:3    | Bayern Mnichov      | 0:2      | 1:1      |

### Čtvrtfinále
Los čtvrtfinále se uskutečnil 21. března 2014. Úvodní zápasy byly hrány 1. a 2. dubna, odvety 8. a 9. dubna 2014.
| Domácí v 1. zápase  | Celkem  | Hosté v 1. zápase | 1. zápas | 2. zápas |
| ------------------- | ------- | ----------------- | -------- | -------- |
| Barcelona           | 1:2     | Atlético Madrid   | 1:1      | 0:1      |
| Real Madrid         | 3:2     | Borussia Dortmund | 3:0      | 0:2      |
| Paris Saint-Germain | 3:3 (v) | Chelsea           | 3:1      | 0:2      |
| Manchester United   | 2:4     | Bayern Mnichov    | 1:1      | 1:3      |

### Semifinále
Los semifinále se uskutečnil 11. dubna 2014. Úvodní zápasy budou hrány 22. a 23. dubna, odvety 29. a 30. dubna 2014.
| Domácí v 1. zápase | Celkem | Hosté v 1. zápase | 1. zápas | 2. zápas |
| ------------------ | ------ | ----------------- | -------- | -------- |
| Real Madrid        | 5:0    | Bayern Mnichov    | 1:0      | 4:0      |
| Atlético Madrid    | 3:1    | Chelsea           | 0:0      | 3:1      |

### Finále
Finálový zápas se odehrál v sobotu 24. května 2014 na stadionu Estádio da Luz v Lisabonu. Rozhodnutí o držiteli trofeje padlo až v prodloužení.
| 24. května 2014 19:45 WEST                               |            |                 |                                                                             |
| Real Madrid                                              | 4:1 prodl. | Atlético Madrid | Estádio da Luz, Lisabon diváci: 60 976 rozhodčí: Björn Kuipers (Nizozemsko) |
| Ramos 90+3' Bale 111' Marcelo 118' Ronaldo 120+1' (pen.) | Report     | 37' Godín       | Estádio da Luz, Lisabon diváci: 60 976 rozhodčí: Björn Kuipers (Nizozemsko) |

| Real · Madrid | Atlético · Madrid |

| GK              | 1  | Iker Casillas      |        |     |
| RB              | 15 | Dani Carvajal      |        |     |
| CB              | 4  | Sergio Ramos       | 27'    |     |
| CB              | 2  | Raphaël Varane     | 120+2' |     |
| LB              | 5  | Fábio Coentrão     |        | 59' |
| CM              | 19 | Luka Modrić        |        |     |
| CM              | 6  | Sami Khedira       | 45+1'  | 59' |
| AM              | 22 | Ángel Di María     |        |     |
| RF              | 11 | Gareth Bale        |        |     |
| CF              | 9  | Karim Benzema      |        | 79' |
| LF              | 7  | Cristiano Ronaldo  | 120'   |     |
| Náhradníci:     |    |                    |        |     |
| GK              | 25 | Diego López        |        |     |
| DF              | 3  | Pepe               |        |     |
| DF              | 12 | Marcelo            | 118'   | 59' |
| DF              | 17 | Álvaro Arbeloa     |        |     |
| MF              | 23 | Isco               |        | 59' |
| MF              | 24 | Asier Illarramendi |        |     |
| FW              | 21 | Álvaro Morata      |        | 79' |
| Trenér:         |    |                    |        |     |
| Carlo Ancelotti |    |                    |        |     |

| GK            | 13 | Thibaut Courtois   |      |     |
| RB            | 20 | Juanfran           | 74'  |     |
| CB            | 23 | Miranda            | 53'  |     |
| CB            | 2  | Diego Godín        | 119' |     |
| LB            | 3  | Filipe Luís        |      | 83' |
| AM            | 8  | Raúl García        | 27'  | 66' |
| CM            | 5  | Tiago              |      |     |
| CM            | 14 | Gabi               | 100' |     |
| DM            | 6  | Koke               | 86'  |     |
| CF            | 19 | Diego Costa        |      | 9'  |
| CF            | 9  | David Villa        | 73'  |     |
| Náhradníci:   |    |                    |      |     |
| GK            | 1  | Daniel Aranzubia   |      |     |
| DF            | 12 | Toby Alderweireld  |      | 83' |
| MF            | 4  | Mario Suárez       |      |     |
| MF            | 11 | Cristian Rodríguez |      |     |
| MF            | 24 | José Ernesto Sosa  |      | 66' |
| MF            | 26 | Diego              |      |     |
| FW            | 7  | Adrián López       |      | 9'  |
| Trenér:       |    |                    |      |     |
| Diego Simeone |    |                    |      |     |

| Muž zápasu (dle UEFA): Ángel Di María (Real Madrid) Muž zápasu (dle fanoušků): Sergio Ramos (Real Madrid) Asistenti rozhodčího: Sander van Roekel Erwin Zeinstra Čtvrtý rozhodčí: Cüneyt Çakır Brankoví rozhodčí: Pol van Boekel Richard Liesveld | Pravidla - 90 minut. - 30 minut prodloužení v případě nerozhodného výsledku. - Penaltový rozstřel v případě nerozhodného výsledku i po prodloužení. - 7 povolených náhradníků na lavičce pro každý tým. - Maximálně 3 střídání během zápasu pro každý tým. |

## Vítěz
| Liga mistrů UEFA 2013/14 Real Madrid 10. titul Iker Casillas , Dani Carvajal, Sergio Ramos, Raphaël Varane, Fábio Coentrão, Luka Modrić, Sami Khedira, Ángel Di María, Gareth Bale, Karim Benzema, Cristiano Ronaldo, Diego López, Pepe, Marcelo, Álvaro Arbeloa, Isco, Asier Illarramendi, Álvaro Morata, Xabi Alonso Trenér:Carlo Ancelotti |

## Nejlepší střelci
Zdroj:
| Pořadí | Jméno              | Klub                | Góly | Odehrané minuty |
| ------ | ------------------ | ------------------- | ---- | --------------- |
| 1      | Cristiano Ronaldo  | Real Madrid         | 17   | 993'            |
| 2      | Zlatan Ibrahimović | Paris Saint-Germain | 10   | 670'            |
| 3      | Diego Costa        | Atlético Madrid     | 8    | 580'            |
| 3      | Lionel Messi       | FC Barcelona        | 8    | 630'            |
| 5      | Sergio Agüero      | Manchester City     | 6    | 429'            |
| 5      | Robert Lewandowski | Borussia Dortmund   | 6    | 809'            |
| 5      | Gareth Bale        | Real Madrid         | 6    | 873'            |
| 7      | Álvaro Negredo     | Manchester City     | 5    | 326'            |
| 7      | Arturo Vidal       | Juventus            | 5    | 533'            |
| 7      | Thomas Müller      | Bayern Mnichov      | 5    | 708'            |
| 7      | Marco Reus         | Borussia Dortmund   | 5    | 769'            |
| 7      | Karim Benzema      | Real Madrid         | 5    | 913'            |